# Tim Sandtler
Tim Sandtler (ur. 20 lutego 1987 w Bochum) – niemiecki kierowca wyścigowy.

## Kariera
Sandtler rozpoczął karierę w wyścigach samochodowych w roku 2003, od startów w Niemieckiej Formule Renault. Tu jednak nie zdobywał punktów. W późniejszych latach startował także we Włoskiej Formule Gloria, Formule BMW ADAC, Formule 3 Euro Series, Międzynarodowej Formule Master, ATS Formel 3 Cup oraz w Niemieckim Pucharze Porsche Carrera. W Formule 3 Euro Series występował w latach 2006, 2007 i 2009. W pierwszym sezonie startów 1 punkt dał mu 17 miejsce w klasyfikacji generalnej. Rok później był już piętnasty. W 2009 roku zaliczył starty gościnne z włoską ekipą Prema Powerteam.

## Statystyki
| Sezon | Seria                            | Zespół           | Wyścigi | Zwycięstwa | PP | NO | Podium | Punkty | Pozycja |
| ----- | -------------------------------- | ---------------- | ------- | ---------- | -- | -- | ------ | ------ | ------- |
| 2003  | Niemiecka Formuła Renault        | Motopark Academy | 2       | 0          | 0  | 0  | 0      | 0      | NS      |
| 2004  | Formuła BMW ADAC                 | Mamerow Racing   | 20      | 0          | 0  | 0  | 0      | 16     | 17      |
| 2004  | Włoska Formuła Gloria            |                  | 5       | 0          | 2  |    | 1      | 38     | 9       |
| 2005  | Formuła BMW ADAC                 | Mamerow Racing   | 20      | 0          | 1  | 0  | 3      | 74     | 9       |
| 2006  | Formuła 3 Euro Series            | Signature        | 20      | 0          | 0  | 0  | 0      | 1      | 17      |
| 2006  | Masters of Formula 3             | Signature-Plus   | 1       | 0          | 0  | 0  | 0      | N/A    | 20      |
| 2007  | Formuła 3 Euro Series            | Jo Zeller Racing | 20      | 0          | 0  | 0  | 0      | 8      | 15      |
| 2007  | Masters of Formula 3             | Jo Zeller Racing | 1       | 0          | 0  | 0  | 0      | N/A    | 12      |
| 2008  | Międzynarodowa Formuła Master    | ISR              | 16      | 0          | 0  | 0  | 1      | 13     | 14      |
| 2009  | Formuła 3 Euro Series            | Prema Powerteam  | 4       | 0          | 0  | 0  | 0      | 0      | NS†     |
| 2009  | ATS Formel 3 Cup                 | Jo Zeller Racing | 2       | 0          | 0  | 0  | 1      | 8      | 15      |
| 2010  | Niemiecki Puchar Porsche Carrera | MRS Team         | 3       | 0          | 0  | 0  | 0      | 8      | 20      |